# Le Masnau-Massuguiès

Le Masnau-Massuguiès este o comună în departamentul Tarn din sudul Franței. În 2009 avea o populație de 306 de locuitori.

## Evoluția populației
| An        | 1975 | 1982 | 1990 | 1999 | 2006 | 2009 |
| --------- | ---- | ---- | ---- | ---- | ---- | ---- |
| Populație | 527  | 463  | 361  | 310  | 319  | 306  |